# زويدي موسى (الريف الشرقي)
زويدي موسى (بالفارسية: زویدی موسی) هي منطقة سكنية تقع في إيران في قسم الريف الشرقي الريفي. يقدر عدد سكانها بـ 94 نسمة بحسب إحصاء 2016.